# Ermine Cowles Case
Ermine Cowles Case, meist E. C. Case zitiert, (* 11. September 1871 in Kansas City, Missouri; † 7. September 1953) war ein US-amerikanischer Wirbeltier-Paläontologe.

## Leben und Werk
Case ging in Kansas City zur Schule, wo sein Vater Arzt war und außerdem wissenschaftlich interessiert war als Herausgeber des Western Review of Science and Industry. Er studierte an der Kansas State University, wo er seinen Bachelor- (1893) sowie seinen Master-Abschluss (M.A.) machte und bis 1895 als Assistent in Chemie blieb. Schon an der Universität von Kansas unternahm er erste paläontologische Ausgrabungen in den Badlands unter Leitung von S. W. Williston, mit dem er auch eine erste Arbeit über Mosasaurier in Kansas veröffentlichte. 1895 machte er seinen Master-of-Science-Abschluss an der  Cornell University und 1896 wurde er an der University of Chicago promoviert (über fossile Seeschildkröten aus der Kreide von Kansas der Gattung Protostega).
Danach lehrte er zehn Jahre von 1897 bis 1907 an der State Normal School in Milwaukee in der Fakultät für Geologie und Physische Geographie. 1903 studierte er mit einem Stipendium der Carnegie-Stiftung Wirbeltierfossilien in europäischen Museen. Von 1907 bis zu seiner Emeritierung 1941 war er als Professor an der University of Michigan, wo er zeitweise Vorstand der Fakultät für Geologie und Direktor des Museums für Paläontologie war. Zunächst war er Assistant Professor, ab 1909 Junior Professor und 1911 Kurator der paläontologischen Sammlungen der Universität. 1912 wurde er Professor und 1921 als Nachfolger von William Herbert Hobbs Direktor des Museums für Paläontologie der Universität und ab 1934 ebenfalls als Nachfolger von Hobbs Leiter der Fakultät für Geologie.
1910 und 1922/23 besuchte er Europa, wobei sich an letzteren Aufenthalt eine Weltreise nach Afrika, Australien und Neuseeland anschloss. 1925 besuchte er Südamerika und 1937 den Internationalen Geologischen Kongress in Russland, wobei er auch Sibirien besuchte und danach Ostasien, Malaysia und Japan.
Case war einer der bedeutendsten Vertreter der zweiten Generation US-amerikanischer Wirbeltierpaläontologen nach Othniel Charles Marsh und Edward Drinker Cope und er trug zur Aufklärung der systematischen Einordnung (und Doppelbenennungen) der in den Bone Wars von Marsh und Cope zusammengetragenen Funde bei. Insbesondere befasste er sich aber seit seiner Zeit in Chicago bei George Baur mit frühen Landwirbeltieren aus dem Perm und Karbon Nordamerikas (wie Pelycosauriern und Cotylosaurier, über die er Monographien bei der Carnegie Institution schrieb), die er in den Red Beds von Texas, New Mexico und Oklahoma ausgrub. Er grub auch viel im Jura von Como Bluff (Wyoming), in der Kreide von Kansas und im Känozoikum des Green River Basin und der Badlands in South Dakota aus. Unter anderem veröffentlichte er über einen Mastodon-Fund in den Bloomfield Hills in Michigan und den Fund von Elephas primigenius americanus in eiszeitlichen Schichten des Lake Mogodore (Cass County, Michigan). Er veröffentlichte rund 180 wissenschaftliche Arbeiten.
Er vermehrte nicht nur (auf regelmäßigen Expeditionen in den Sommermonaten) die Sammlungen der Universität, sondern galt auch als hervorragender Lehrer. Eine jährliche Vorlesung an der University of Michigan, die den Großteil seiner Sammlungen beherbergt, ist ihm zu Ehren benannt (Ermine Cowles Case Memorial Lecture). 
Er war Mitglied der Michigan Academy of Arts and Sciences (und 1912 deren Präsident), der Washington Academy of Sciences, der American Philosophical Society, eines der ersten Ehrenmitglieder der Society of Vertebrate Paleontology (1951), Fellow der Geological Society of America und der Paleontological Society of America (und 1929 deren Präsident) und der American Association for the Advancement of Science. Er war Research Associate der Carnegie Institution in Washington D.C.
Er war seit 1898 mit Mary Margaret Snow, Tochter des ersten Kanzlers der Universität Kansas, verheiratet, mit der er zwei Söhne hatte, Theodore Johnston Case und Francis Huntington Case.

## Schriften
- Wisconsin, its geology and physical geography. A popular account of the natural features and climate of the state for students and general readers, Milwaukee 1907 (entstand aus seinen Vorlesungen)
- Bearbeitung der Abschnitte Amphibien, Reptilien in der von Charles R. Eastman herausgegebenen englischen Ausgabe von Karl Alfred von Zittel Grundzüge der Paläontologie (Text-book of Paleontology, London, New York, Macmillan, 3 Bände, 1925–1927)
- Revision of the Amphibia and Pisces of the Permian of North America, Carnegie Institution, Washington D. C. 1911
- Revision of the Cotylosauria of North America, Carnegie Institution, 1911
- Revision of Pelycosauria of North America, Carnegie Institution 1907
- The Permo-Carboniferous Red Reds of North America and their Vertebrate Fauna, Carnegie Institution 1915
- The Environment of Vertebrate Life in the Late Paleozoic in North America, a paleographic study, Carnegie Institution 1919
- Environment of Tetrapod Life in the Late Paleozoic of Regions Other than North America, Carnegie Institution 1926
- Catalogue of the type and figured specimens of vertebrate fossils in the Museum of Paleontology, University of Michigan, University of Michigan Press 1947
- The Dilemma of the paleontologist, University of Michigan Press, Ann Arbor 1951